# Temnora plagiata
Temnora plagiata là một loài bướm đêm thuộc họ Sphingidae. Loài này có ở châu Phi.
Chiều dài cánh trước khoảng 21–23 mm. 

## Phân loài
- Temnora plagiata plagiata (Nam Phi)
- Temnora plagiata fuscata Rothschild & Jordan, 1903 (wooded habitats from Malawi tới phía đông và miền trung Kenya và phía nam Ethiopia)